# Temyr
Temyr (kaz. Темір) – miasto w zachodnim Kazachstanie, w obwodzie aktobskim, w rejonie Temyr.